# Forau del Cocho
Forau del Cocho est un site archéologique contenant des peintures rupestres qui est situé sur le territoire de la commune de Estadilla (province de Huesca) dans la communauté autonome d'Aragon,.
C'est un groupe d'abri sous roche de la chaîne de montagnes de Carrodilla, s'ouvrant en rangées sur une crête de 27 m de long d'est en ouest et orientée vers le sud, le complexe se compose de huit cavités de tailles inégales, peu profondes et certaines avec des peintures rupestres. Les peintures ont été étudiées par Antonio Beltrán Martínez (es) en 1985.
Ils sont inscrits sur la liste du patrimoine mondial de l'UNESCO depuis 1998, au sein du groupe Art rupestre du bassin méditerranéen de la péninsule Ibérique depuis 1998.
Le site est protégé comme Bien d'intérêt culturel (RI-51-0009431).

## Description

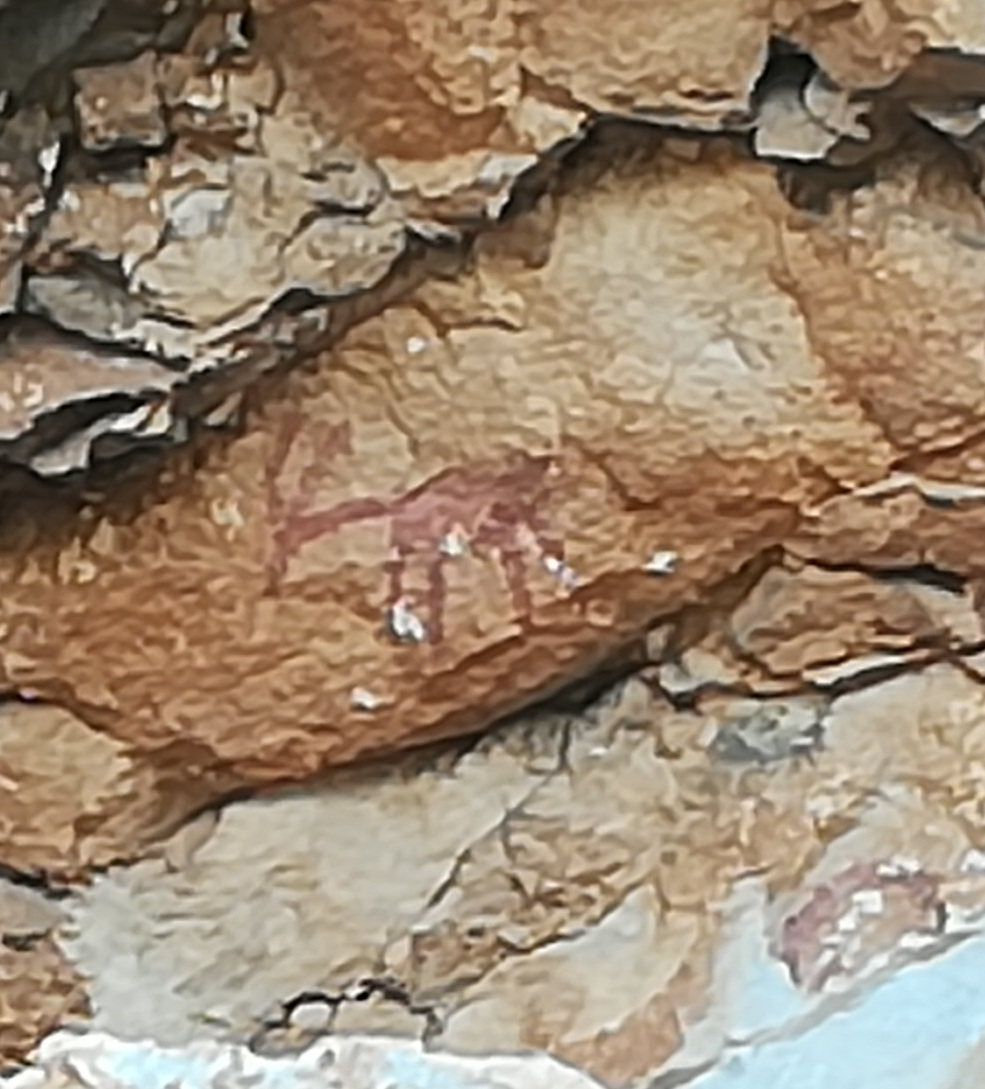
Capridé de l'abri I.

Les abris I, VI et VII contiennent des peintures rupestres, toutes de couleur rougeâtre. Les figures représentent un capridé, un cerf, ainsi que des traces de doigts, des pointes de doigts imbibées de peinture ou dessinées, des traits verticaux ou courbes. Elles sont datées entre 5000 et 3500 av. J.-C.. Il existe une divergence d’opinion concernant le style des peintures. Certains les considèrent comme appartenant à l'Art schématique ibérique.
L'abri I contient une chèvre entourée de petits cercles aux lignes épaisses.
L'abri VI est le plus important du groupe. Il contient un cerf entouré de points en lignes verticales. En haut, il y a une série de petits points et de traits épais.
L'abri VII contient sept lignes verticales fermées en dessous par une autre ligne transversale, ainsi que des points peints et circulaire.

## Galerie

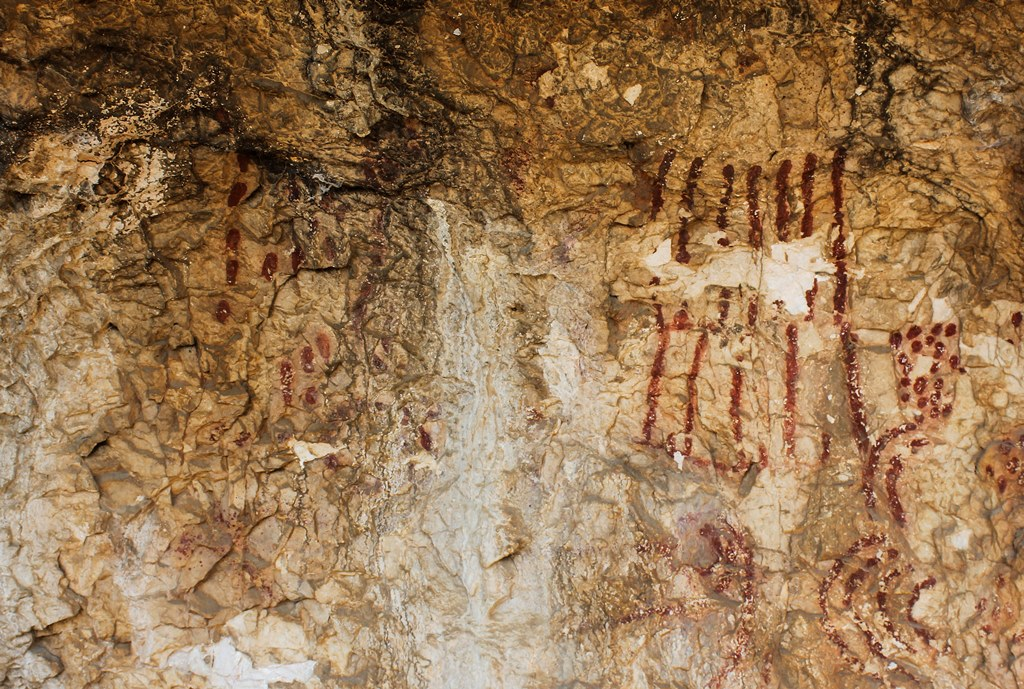
Abri VI
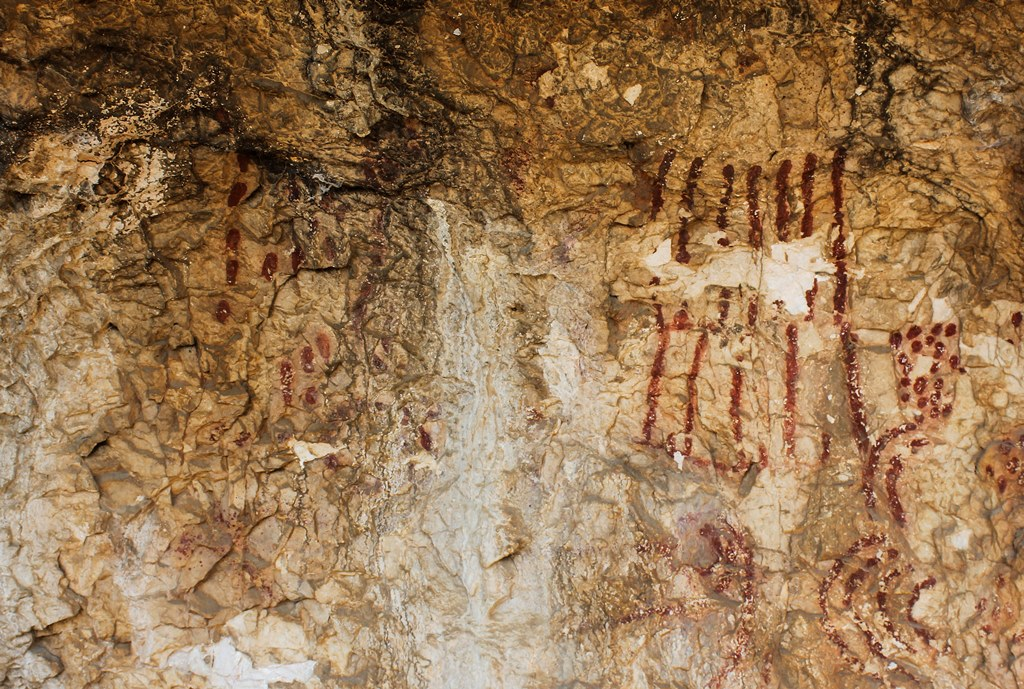
Abri VII